# 441 av. J.-C.
Cette page concerne l'année 441 av. J.-C. du calendrier julien proleptique.

## Événements
- 22 janvier (13 décembre 442 du calendrier romain) : début à Rome du consulat de M. Fabius Vibulanus et Postumius Aebutius Helva Cornicen[1].

- Règne de Zhou Aiwang, roi des Zhou Orientaux en Chine ; il est assassiné après deux mois et remplacé par son régicide, Zhou Siwang, lui même assassiné après cinq mois[2]
- Sophocle est élu stratège à Athènes[3].